# 커피 화이트너

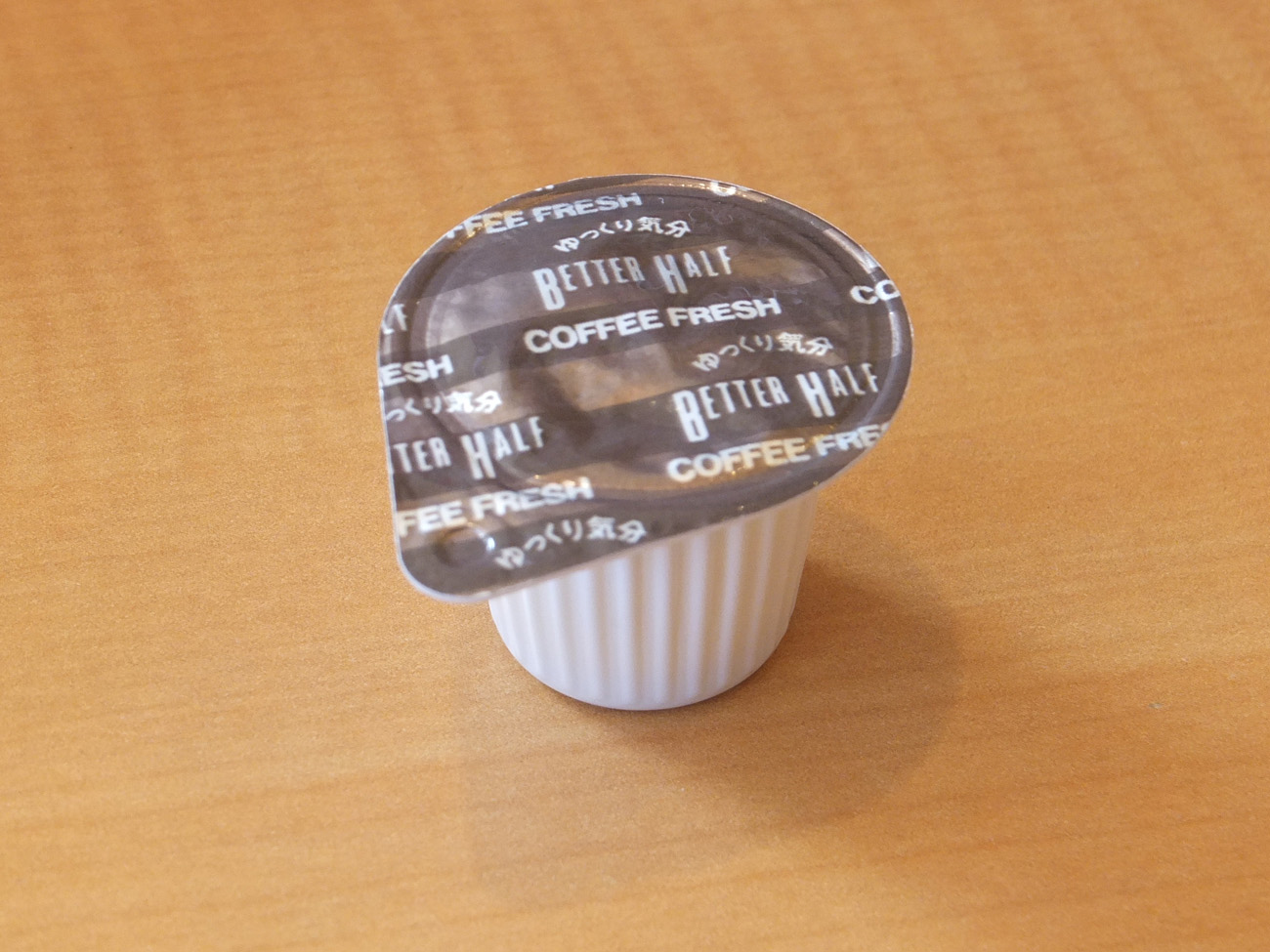
플라스틱 용기에 들어있는 "커피 프레시" 크리머.

넌데어리 크리머(영어: non-dairy creamer) 또는 커피 화이트너(영어: coffee whitener) 혹은 커피 크리머(영어: coffee creamer)는 커피에 넣는 분말 형태의 첨가물이다. 크림(우유에서 얻어짐)의 대용품으로 널리 이용되며, 대한민국에서 특히 인기가 있다.

## 개요와 초기 역사
야자열매를 이용한 식물성 유지를 주원료로 카세인 나트륨 등을 첨가하여 제조한다. 동물성인 우유를 주원료로 하지 않으므로 식물성이라 하고, 영어로는 non-dairy라고 하나, 카세인 나트륨은 우유 원료를 일부 첨가하여 만들기도 한다. 1961년 네슬레에서 커피메이트라는 이름으로 처음 상품화하여 출시했다. 분말 형태로 된 커피 크리머는 1952년 "프림"(Pream)이라는 이름으로 처음 상품화되어 출시되었는데, 이는 분말 크림과 설탕이 주원료였으나 우유 단백질 때문에 용해가 쉽게 되지 않고 맛도 떨어져 큰 인기를 끌지 못하고 시장에서 사라졌다. 이 제품의 실패 후 1958년 미국의 유제품 회사 카네이션(그 후 네슬레에 합병됨)에서 용해가 쉽게 되도록 식물성 유지를 첨가한 커피 크리머를 개발하여 판매하였다. 1961년 스위스의 종합 식품회사 네슬레에서 우유 성분을 첨가하지 않고 완전히 식물성 지방으로 만든 커피 크리머인 커피메이트를 미국 시장에 처음 출시하면서 본격적으로 인기를 끌기 시작하였다.

## 보급
우유에서 얻어진 크림에 비해 보존성이 뛰어난 장점이 있으나 우유 크림에 비해 풍미가 떨어져 서양에서는 많이 먹는 편은 아니다. 반면 대한민국에서는 1960년대 이후 본격적으로 커피가 보급된 때에 맞춰 식물성 커피 크리머를 첨가하여 먹는 풍습이 퍼지면서, 널리 보급되었다. 특히 동서식품에서 1974년 프리마(Frima)를 출시한 이후 매우 인기있는 제품이 되었다. 대한민국에서는 인스턴트 커피와 함께 넣어 먹는 프리마가 널리 퍼지면서, 동서식품은 세계 최대의 식물성 커피 크리머 생산 업체가 되었다. 대한민국에서 프리마의 인기는 대단하여, 네슬레의 커피메이트 등 다른 제품도 출시되어 있으나 프리마가 압도적인 인지도를 자랑하고 있다. 프리마는 대한민국에서 커피 크림을 의미하는 보통명사화된 상표로 여겨진다. 또한 '프림'이라는 말도 널리 쓰이는데, 이는 1950년대에 잠시 인기를 끌었던 초기의 분말 커피 크리머 상표명에서 나온 것이 아니라, 프리마와 크림이 합쳐진 말이 와전된 것으로 보이며, 이 프림이라는 말도 사실상의 보통명사처럼 널리 쓰이고 있다. 대한민국에서 프리마는 다양한 종류가 출시되어 있으며, 분말 형태 외에도 액상 형태로 된 것도 나오고 있다. 인스턴트 커피와 식물성 커피 크리머, 설탕을 섞어 편리하게 한 번에 타 먹을 수 있는 커피믹스도 판매되고 있다.

## 비판
트랜스지방은 없으나, 식품첨가물이 함유되어 있어 건강에 좋지 않다는 비판이 있다 2008년 중국산 유제품 멜라민 오염사건 파동이 일어났을 때, 일부 소규모 제조 업체의 커피 크리머에서 멜라민이 검출된 사례가 있었다 그러나 동서식품에서는 중국산 유제품을 사용하지 않았기 때문에 프리마는 멜라민 사건과는 관계가 없는 것으로 밝혀졌다. 2010년 말부터 남양유업에서 식물성 합성물인 카세인나트륨을 빼고 우유 지방을 첨가한 커피 크리머를 배합한 커피 믹스를 출시하면서 식물성 커피 크리머의 유해성 논란이 다시 대중의 관심을 모았다. 남양유업은 ‘커피는 좋지만 프림은 걱정된다. 화학적 합성품인 카제인나트륨을 뺐다.’고 광고 등에 강조하였으나, 이에 대해 식품의약품안전처는 비방광고라고 하여 관할 행정관청에 시정명령을 내리도록 했다.

## 같이 보기
- 식물성 밀크